# Flerpartisystem
Et flerpartisystem er et udtryk for, at der findes mere end to valgbare partier i et parlament. Flerpartisystemet står over for etpartisystem, som kendetegnes ved kun ét valgbart parti. Det tidligere Sovjet havde et sådant system. Et lands valgsystem har med andre ord stor betydning for antallet af partier. Danmark er kendetegnet ved, hvad man i politologien kalder for "proportional representation" eller forholdstalsvalg. Det har den konsekvens, at der er plads til langt flere partier. Lande med få partier har typisk et valgsystem, der populært betegnes "first past the post" eller lidt klodset vinderen får det hele. Dette system animerer til at få typisk to partier som eksempelvis i England.

## Typer af valgsystemer
Se valgmetode.

### Forholdstalsvalg
Det basale princip bag forholdstalsvalg er, at alle vælgere skal have mulighed for at blive repræsenteret, samt at alle politiske grupper fortjener repræsentation i parlamentet i forhold til deres styrke. Det styrker med andre ord fair repræsentation. Antallet af mandater i et valgdistrikt kan være alt fra få til flere. Hvis et parti modtager 10 procent af stemmerne i et distrikt med ti mandater, vil det få en plads. Et parti med 50 procent af stemmerne vil da få fem mandater etc. Dette partisystem fremmer mange ofte små partier.

### First past the post
Under FPTP valgsystemet er der kun ét mandat per valgkreds. Det betyder, at det parti som får flest stemmer, får mandatet. Det får dermed også den konsekvens, at der er mange stemmer, som spildes. Endvidere kan der være forskellige flertalsregler. Et eksempel på en sådan er "simpelt flertal", som siger, at det blot drejer sig om at få mere end den, som har fået næstflest. Denne type partisystem fremmer få store partier med nær kontakt til valgkredsen.
Synonymer: Simple majority voting, flertalsvalg, relativt flertal, vinderen-tager-det-hele.

### Mixed Member Proportional (MMP)
MMP søger at kombinere FPTP (se nedenfor) med forholdstalsvalg. Halvdelen af mandaterne i parlamentet vælges via FPTP, mens de resterende vælges via forholdstalsvalg. Det fungerer ved, at en vælger får to stemmer. Én, som vælgeren kan anvende ved FPTP-valget og én ved forholdstalsvalget. Typisk er det indrettet sådan, at halvdelen tilfalder FPTP og den anden halvdel forholdstalsvalg. Fortalere for dette system mener, at det tager det bedste fra to verdener: 1. Tæt forhold mellem mandatet og kredsen samt fair repræsentation.

## Oversigt over lande med flerpartisystemer
Listen er ikke udtømmende.
| Tabel 2. Oversigt over lande med flerpartisystemer. |                                 |                                                                    |
|                                                     |                                 |                                                                    |
| Land                                                | Type af system                  | Antal partier                                                      |
|                                                     |                                 |                                                                    |
| Danmark                                             | Forholdstalsvalg.               | Ni partier.                                                        |
| England                                             | First past the post             | 10 partier i Underhuset (dog kun 3 med betydeligt antal mandater). |
| USA                                                 | Flertalsmetoden                 | To partier                                                         |
| Belgien                                             | Forholdstalsvalg.               | 11 partier i Underhuset. 11 partier i Senatet                      |
| Tyskland                                            | Mixed Member Proportional (MMP) | Seks partier i Bundestag.                                          |
| Holland                                             | Forholdstalsvalg                | 10 partier.                                                        |
|                                                     |                                 |                                                                    |

## Konsekvensen af partisystemet
Partisystemet har stor betydning for den førte politik. Imidlertid er det ikke kun partisystemet, som  betyder noget. Det har kravet om positiv eller negativ parlamentarisme også. Positiv parlamentarisme er kravet om, at der skal være et flertal i parlamentet bag en given regering. Det modsatte gør sig gældende i forbindelse med negativ parlamentarisme, som foreskriver, at der ikke må være et flertal mod en regering. Det betyder, at når konsekvensen af partisystemet skal forstås, er det vigtigt at tage det parlamentariske system i betragtning.
I Danmark findes der er et flerpartisystem med negativ parlamentarisme. Det betyder, at dansk politik typisk er præget af regeringer med varierende eller ustabile flertal bag sig. Denne type regeringer betegnes mindretals- eller koalitionsregeringer. Lande som England og USA vil typisk have regeringer, der er baseret på et flertal. Regeringspartiet behøver ikke at søge nogen koalition.

## Fodnoter
1. ↑  "Election Resources on the Internet: Elections to the Danish Folketing". Arkiveret fra originalen 25. januar 2010. Hentet 11. april 2010.
2. 1 2  "BBC NEWS | VOTE2001 | VOTING SYSTEM | First past the post". Arkiveret fra originalen 13. maj 2010. Hentet 11. april 2010.
3. 1 2  "How Proportional Representation Elections Work". Arkiveret fra originalen 10. april 2010. Hentet 11. april 2010.
4. ↑  www.ksl.edu.np/ca/students_article/krishna_suwal_fptp.pdf
5. ↑  "Election Resources on the Internet: Parliamentary Elections in the United Kingdom - House of Commons Results Lookup". Arkiveret fra originalen 14. maj 2011. Hentet 27. marts 2011.
6. ↑  Hague, Rod, Harrop, Martin (2007). Comparative Government and Politics. An introduction, Palgrave Macmillan
7. ↑  "Election Resources on the Internet: Federal Elections in Belgium - Elections to the Belgian Senate and Chamber of Representatives". Arkiveret fra originalen 24. februar 2010. Hentet 11. april 2010.
8. ↑  "Election Resources on the Internet: Federal Elections in Belgium - Chamber of Representatives Results Lookup". Arkiveret fra originalen 24. november 2009. Hentet 11. april 2010.
9. ↑  "Election Resources on the Internet: Federal Elections in Belgium - Senate Results Lookup". Arkiveret fra originalen 24. november 2009. Hentet 11. april 2010.
10. ↑  http://electionresources.org/de/ Arkiveret 24. februar 2010 hos  Wayback Machine>
11. ↑  "Election Resources on the Internet: Elections to the German Bundestag - Results Lookup". Arkiveret fra originalen 22. september 2010. Hentet 11. april 2010.
12. ↑  http://electionresources.org/nl/ Arkiveret 25. januar 2010 hos  Wayback Machine>
13. ↑  "Parties and Elections in Europe". Arkiveret fra originalen 6. september 2005. Hentet 11. april 2010.
14. ↑  "Constitutional Design and Government Formation: The Expected Consequences of Negative Parliamentarism – tidsskrift.dk". Arkiveret fra originalen 25. oktober 2020. Hentet 11. april 2010.
15. ↑  Se forrige fodnote.
16. ↑  I USA udnævnes regeringen af præsidenten. .
17. ↑  Se tabel et.